# Connecticut
Connecticut (pronunciación en inglés: /kəˈnɛtɪkət/) es uno de los cincuenta estados que, junto con Washington D. C., forman los Estados Unidos de América. Su capital es Hartford y su ciudad más poblada, Bridgeport. Está ubicado en la región Noreste del país, división Nueva Inglaterra, y limita al norte con Massachusetts, al este con Rhode Island, al sur con el océano Atlántico y al oeste con el estado de Nueva York. Con 14 357 km², es el tercer estado menos extenso —por delante de Delaware y Rhode Island, el menos extenso— y con 249 hab/km², el tercero más densamente poblado, por detrás de Nueva Jersey y Rhode Island. Se admitió en la Unión el 9 de enero de 1788, como el estado número 5.
Su principal fuente de ingresos es la prestación de servicios económico-financieros e inmobiliarios. La capital del estado, Hartford, es conocida nacionalmente como Insurance City (La Ciudad de los Seguros), debido a la gran cantidad de compañías de seguros que están ubicadas en la ciudad.
Fue una de las Trece Colonias originalmente establecidas por el Reino Unido. La colonia de Connecticut fue la primera subdivisión localizada en lo que es actualmente Estados Unidos de América en poseer una Constitución escrita, llamada Fundamental Orders (Mandatos Fundamentales), o First Orders (Primeras Órdenes), adoptada el 14 de enero de 1639. Esta Constitución colonial serviría de base para la formación de la Constitución estadounidense. Los oficiales de Connecticut tuvieron un papel esencial en la aprobación del "Gran Compromiso" realizado en la Convención Constitucional de 1787, que dio al Congreso de los Estados Unidos su forma actual. A causa de estos eventos, el estado es apodado como The Constitution State (El Estado de la Constitución), y el Gran Compromiso de 1787 pasó a ser conocido nacionalmente como Compromiso de Connecticut. El 9 de enero de 1788 se convirtió en el quinto estado estadounidense.
El origen del nombre "Connecticut" proviene de la palabra mohegan Quinnehtujqut, que significa "Lugar del Río Largo". Los primeros europeos en instalarse de forma permanente en la región fueron puritanos ingleses, venidos de Massachusetts, en 1633. The Nutmeg State es otro apodo popular y los habitantes de este estado son conocidos nacionalmente como un "nutmegger".

## Historia

### Hasta 1788

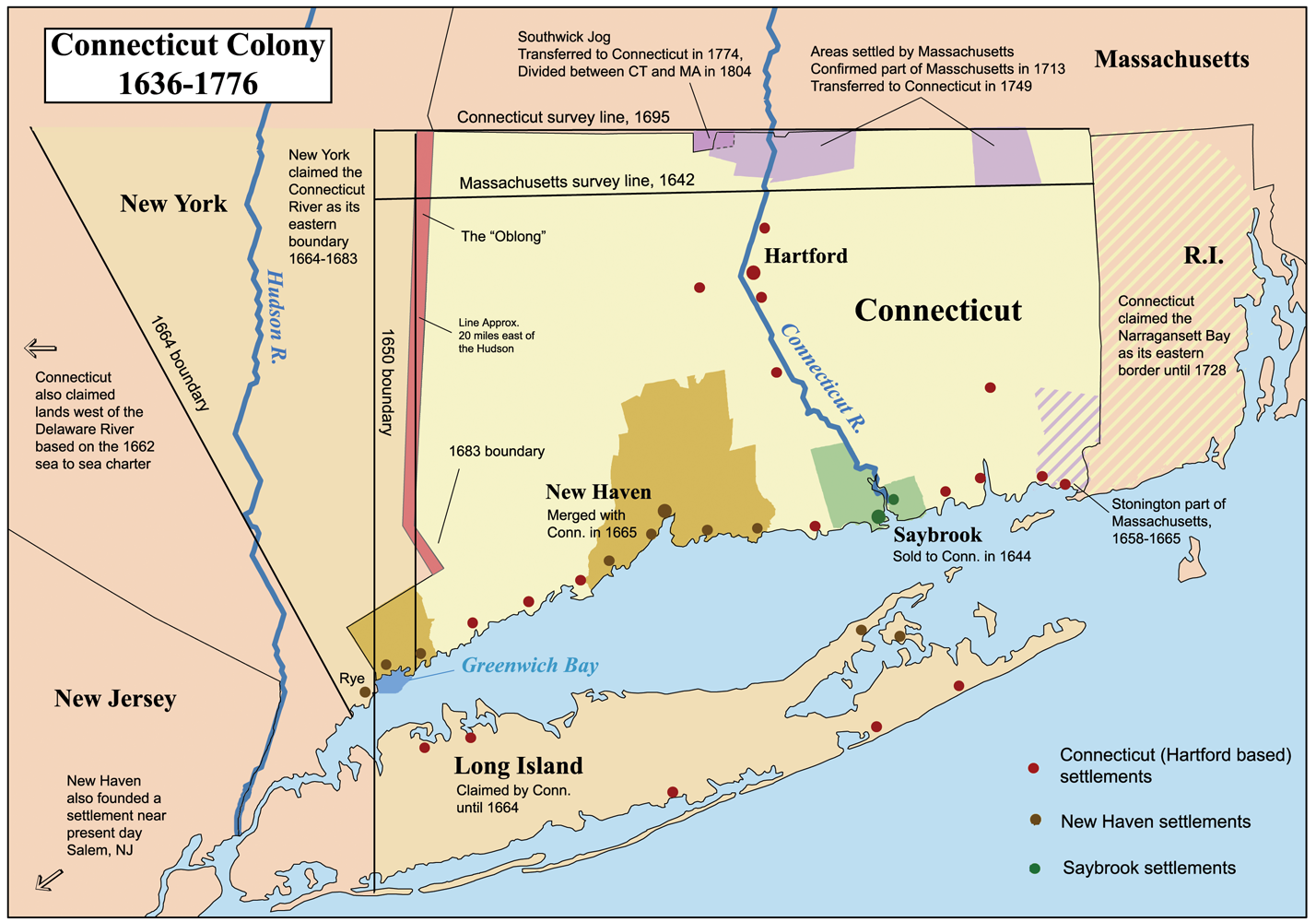
Mapa de las colonias de Connecticut, New Haven y Saybrook.

La región que constituye actualmente el estado estaba habitada, antes de la llegada de los primeros exploradores europeos de la región, por diversas tribus de nativos americanos pertenecientes a la familia amerindia de los algonquinos.
El primer europeo en explorar el actual Connecticut fue el neerlandés Adriaen Block, en 1614. Block reivindicó la región para el gobierno neerlandés. Los holandeses construirían un fuerte, el Fuerte Casa de la Esperanza, en 1633, donde actualmente se localiza Hartford. Sin embargo, a pesar de reivindicar la región, los neerlandeses nunca realizaron esfuerzos por instalar una colonia permanente en la región, sólo fundando pequeños poblados que eran abandonados después de algunos años. En 1654, los ingleses expulsarían a los holandeses.
El primer asentamiento europeo de carácter permanente en el actual Connecticut fue fundado por colonos ingleses venidos de Massachusetts. Algunas ciudades fundadas por estos colonos incluyen Hartford, New London, Saybrook, Wethersfield y Windsor, durante la década de 1630. En 1636, Hartford, Wethersfield y Windsor se unieron para formar juntas una única colonia, la Colonia de Connecticut. Dos años después, New Haven fue fundada como una nueva colonia. Otras pequeñas ciudades esparcidas por el actual Connecticut se adhirieron a la colonia de New Haven en 1662.
Durante la primera década de colonización, los extranjeros europeos sufrieron constantes ataques de la tribu nativo americana pequot, que veían a los europeos como una amenaza. El conflicto entre los pequot y los colonos ingleses de Connecticut fue conocido como Guerra de Pequot. En 1637, John Mason, auxiliado por las tribus de nativos americanos mohegan y narragansett, destruyó el principal poblado pequot y quemó vivos en su baluarte del río Mystic a 600 hombres, mujeres y niños.
Muchos de los colonos habían salido de Inglaterra en búsqueda de libertad política y religiosa. En 1638, Thomas Hooker trabajó por el fin de la teocracia y por la implementación de una forma democrática de gobierno. En 1639, Connecticut adoptó los "Mandatos Fundamentales". Este documento es visto por muchos como la primera Constitución escrita en territorio estadounidense.
Hasta la década de 1660, diversos asentamientos ingleses en la región se unirían a la Colonia de Connecticut. En 1662, el monarca inglés cedió a John Winthrop, un habitante de la Colonia, una franja de tierra de 117 kilómetros de largo, a lo largo de la bahía Narragansett, incluyendo también la Colonia de New Haven. Este acto del monarca inglés significó efectivamente la fusión de esta última con la Colonia de Connecticut. Los habitantes de New Haven inicialmente protestaron por la medida, pero aceptaron la fusión en diciembre de 1664, finalizando el proceso de unificación en 1665.
Hasta la década de 1670 poseía una economía basada en la agricultura de subsistencia. A partir de entonces, la colonia pasó a exportar productos agrícolas y artesanales para otras colonias inglesas en la región. La industria de manufactura se convertiría en una importante fuente de ingresos de la colonia durante el inicio del siglo XVIII, cuando se convirtió en un centro de fabricación de navíos y de relojes.
En 1686, Edmund Andros fue escogido por la Corona inglesa para convertirse en el primer gobernador de la realeza del Dominio de Nueva Inglaterra. Andros afirmó que él y su gobierno habían anulado la licencia instituida por el monarca inglés en 1662, y que Connecticut pasaría a formar parte del Dominio de Nueva Inglaterra. Connecticut inicialmente ignoró a Andros, pero este desembarcó allí en octubre de 1687, con tropas y soporte naval. El entonces gobernador, Robert Treat, no tuvo elección sino disolver la asamblea legislativa de la colonia. Andros se encontró con Treat y la Corte General en la noche de 31 de octubre de 1687.
Andros elogió la fuerte industria y el gobierno de Connecticut, pero después de leer su comisión, exigió la vuelta de la licencia instituida por el monarca inglés en 1662. En el momento en que el documento fue colocado en la mesa, las velas que iluminaban la construcción fueron apagadas. Cuando tales velas fueron nuevamente encendidas, el documento había desaparecido. La leyenda dice que tal documento fuera colocado en un roble, que sería conocido posteriormente como Charter Oak.
Andros consideraba Nueva York y Massachusetts como las partes más importantes del dominio, ignorando inicialmente Connecticut. Además de algunos impuestos enviados para la capital del Dominio de Nueva Inglaterra, Boston, Connecticut también ignoró en su mayor parte al nuevo gobierno unificado de la región. Cuando los habitantes de la región supieron de la Revolución Gloriosa, los habitantes de Boston forzaron a Andros al exilio. Los miembros de la corte de Connecticut se reunieron el 9 de mayo de 1689, donde en una votación, restablecieron la licencia de la Colonia de Connecticut, siendo reelegido Robert Treat como gobernador de la colonia.
En la década de 1750, la Compañía de Susquehannah, de Windham, compró a los nativos americanos una franja de tierra a lo largo del río Susquehanna, que cubre un tercio del actual estado de Pensilvania. Esta reivindicaba, por su parte, la región. La compraventa de la región tampoco fue bien vista por muchos ciudadanos, principalmente por el miedo que un posible conflicto armado entre Connecticut y Pensilvania pudiera amenazar los Mandatos Fundamentales. El monarca británico, sin embargo, juzgó que Connecticut tenía derecho a la región del río Susquehanna. Connecticut inició el poblamiento de la región en 1769.
Durante la década de 1760, diversas acciones de los británicos, como la creación de impuestos, generó revueltas en las Trece Colonias, hecho que desencadenaría la Guerra de Independencia de los Estados Unidos, en 1775. Connecticut ratificó los Artículos de la Confederación —el antecesor de la actual Constitución de los Estados Unidos de América— el 9 de julio de 1778. Connecticut estaba localizaba en una posición extremadamente vulnerable contrataques británicos a través de su litoral en Long Island Sound, dado su extenso litoral y la proximidad de Long Island en el sur, que estaba entonces bajo control británico. Poseía una impetuosa fuerza marítima, en gran medida gracias a su fuerte industria de construcción naval, aunque fuera gracias a ceder muchos de sus navíos para otras fuerzas estadounidenses, hecho que generó fricciones entre líderes políticos de Connecticut, en cuanto a que si era más importante la defensa del estado o del país. Fue la única de las Trece Colonias que no pasó por una revolución, gracias a su fuerte estructura política, que le dio una considerable independencia política del Reino Unido, y al entonces gobernador de Connecticut, Johnattan Trumbull, que apoyaba a los rebeldes estadounidenses.
Mientras tanto, a lo largo de la década de 1770, Pensilvania, que aún reivindicaba la región del río Susquehanna, realizó diversos ataques contra los colonos instalados en la región de Susquehanna, culminando con un ataque en diciembre de 1778, donde aproximadamente 150 colonos murieron, y miles fueron forzados a huir. Connecticut intentó varias veces recuperar la región, sin éxito, siendo que los diversos grupos de colonos que intentaron instalarse en la región fueron seguidamente expulsados por milicias de Pensilvania. El mismo año en que la Revolución estadounidense tuvo su fin, en 1783, el gobierno estadounidense juzgó que la región del río Susquehanna era por derecho de Pensilvania. Connecticut entonces rápidamente reivindicó la región localizada inmediatamente al oeste de la región del río Susquehanna en Pensilvania, en el nordeste del actual estado de Ohio, aunque hubiera vendido estas tierras para inversores, en 1796, siendo los recursos económicos obtenidos con la venta usados para fines educacionales.
En la Convención Constitucional de 1787, los representantes de Connecticut estaban a favor de un fuerte gobierno centralizado, y tuvieron un papel esencial en la elaboración del actual Congreso de los Estados Unidos, donde grandes estados como Nueva York querían que la representación de los estados en el Congreso estuviera basada en la población de los estados, mientras que estados de menor población querían representación igualitaria. Los representantes de Connecticut fueron los principales ponentes de la adopción de un sistema mixto, resultando en el Gran Compromiso, también conocido como Compromiso de Connecticut.
Connecticut ratificó la Constitución estadounidense el 9 de enero de 1788, convirtiéndose en el quinto estado estadounidense en adherirse a la Unión.

### 1788 - actualidad

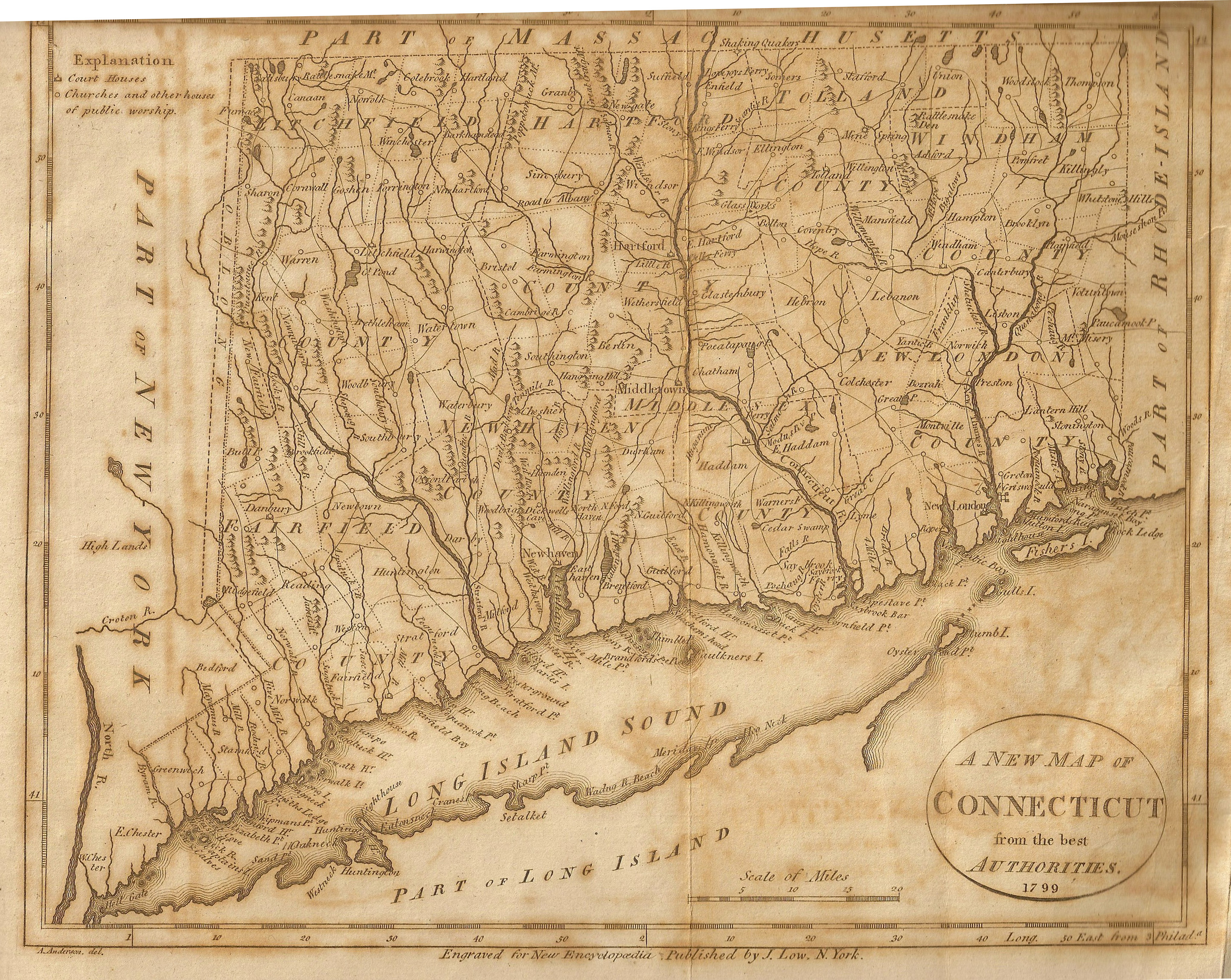
Mapa de 1799 de Connecticut, procedente de la Low's Encyclopaedia.

Hasta la década de 1800, poseía una fuerte industria de producción de productos de consumo. La mayor parte de esta industria, sin embargo, utilizaba métodos artesanales de producción. A partir del inicio del siglo XIX, pasó por un periodo de rápida expansión industrial.
En 1808, Eli Terry inventó el primer método de producción masiva de relojes del mundo. En 1810, la primera fábrica textil del estado fue inaugurada. Samuel Colt fundó una fábrica de armamento en 1836. En 1839, Charles Goodyear descubrió el método de vulcanización de la goma. Por entonces, Connecticut era un polo nacional de la industria textil. Un eficiente sistema de transportes fue un importante factor para la rápida industrialización durante el siglo XIX. Entre las décadas de 1830 y 1860, el estado recibió gran cantidad de inmigrantes canadienses y europeos, principalmente irlandeses.
Connecticut apoyó activamente la Unión durante la Guerra de Secesión estadounidense. Más de 50.000 hombres del estado se unieron a las tropas de la Unión. La guerra aceleró aún más el proceso de industrialización de Connecticut. Esto, unido al pequeño tamaño del estado, hizo que después de la guerra la industria superara a la agricultura como principal fuente de ingresos del estado, y aceleró el proceso de migración de la población de los campos hacia las ciudades. Durante la década de 1870, más de la mitad de la población vivía en ciudades. Durante las décadas finales del siglo XIX y el inicio del siglo XX, se instalaron un gran número de inmigrantes, principalmente alemanes, irlandeses e italianos. La mayor parte de estos nuevos habitantes lo hicieron en las ciudades. Al final de la década de 1900, más de la mitad de la población vivía en ciudades, y cerca de 30% de la población del estado había nacido fuera del país.

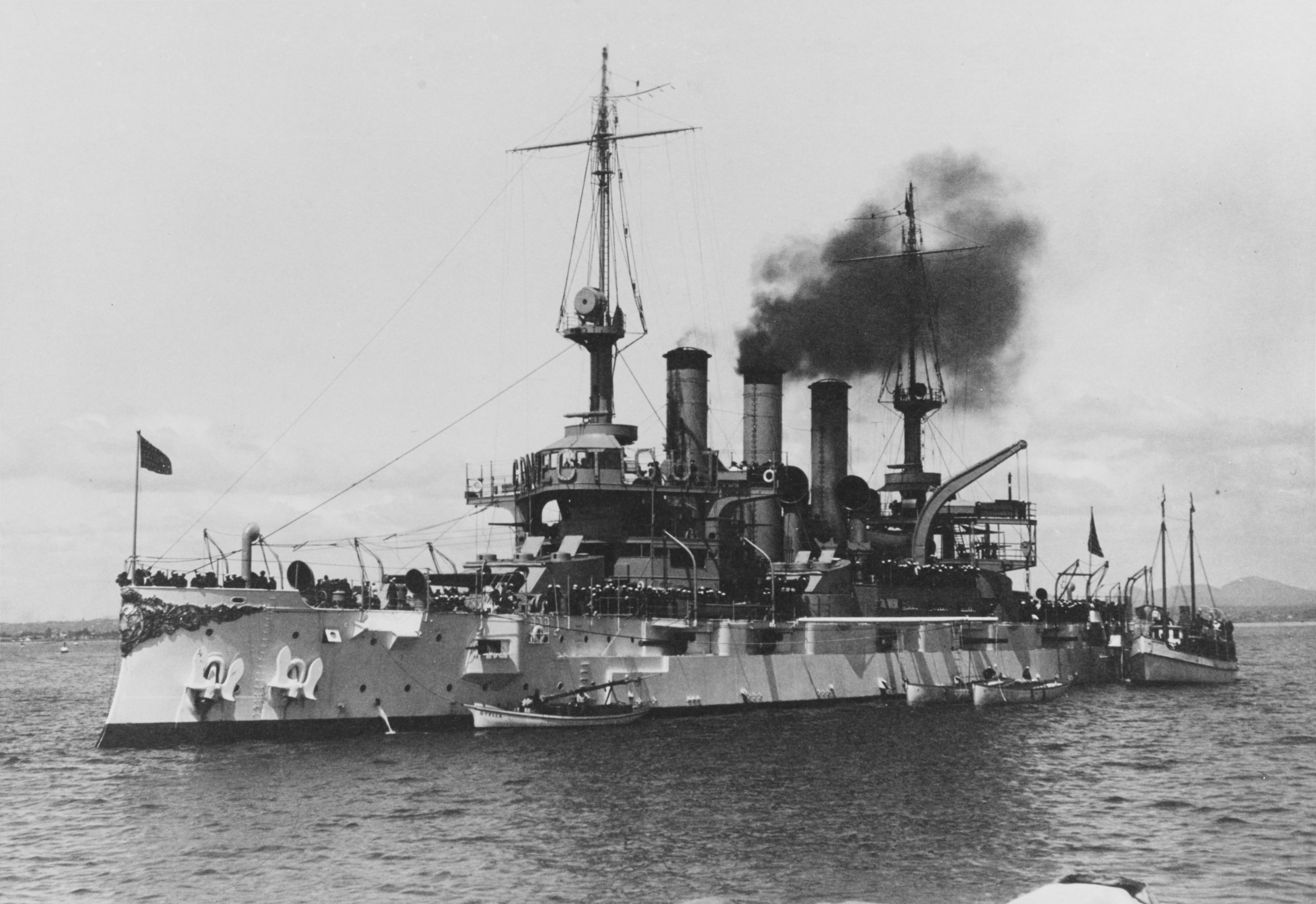
El acorazado USS Connecticut (BB-18).

En 1910, New London pasó a ser sede de la Guardia Costera de los Estados Unidos de América, hasta entonces ubicada en Maryland y en Massachusetts. La Armada de los Estados Unidos fundó una base en Groton, en 1917. Durante la Primera Guerra Mundial, diversas fábricas de armamentos fueron construidas en el estado.
La prosperidad económica continuó durante la década de 1920, con la continua industrialización del estado. Sin embargo, la Gran Depresión de la década de 1930 causó una gran recesión económica en el estado, cuyos efectos serían minimizados a lo largo del final de la década gracias a medidas socioeconómicas, tales como programas de asistencia socioeconómica y programas públicos. La Segunda Guerra Mundial trajo de nuevo un periodo de prosperidad económica, que continúa hasta la actualidad. Durante la guerra fue una de las principales productoras de armamentos en general, principalmente componentes de aeronaves, navíos y submarinos.
Dotada de una fuerte industria de alta tecnología, participó activamente en el desarrollo de tecnologías nucleares durante la década de 1950 y en delante. El primer submarino nuclear de la historia, el USS Nautilus, fue construido en Connecticut (en Groton), en 1954. A finales de la década de 1960, se convirtió en el primer estado estadounidense en suministrar submarinos para la Armada del país. Dotada de una fuerte economía diversificada, pasó a ser el estado con la mayor renta per cápita del país a partir de la década de 1960.
Un problema en el gobierno de Connecticut era la mala representación de las grandes ciudades en el Legislativo del estado. Hasta 1964, cada ciudad, independientemente de su población, poseía derecho a por lo menos un representante en cada cámara del Legislativo del estado, cuyo resultado era un alto número de representantes de pequeñas ciudades (el 10% de la población podría elegir la mayoría de los representantes del Poder Legislativo del estado), y un bajo número de representantes de grandes ciudades. En 1964, la Corte Suprema de los Estados Unidos de América obligó al estado a modificar el sistema de representación de su Poder Legislativo, que fuera usado por 327 años, desde la adopción de las Órdenes Fundamentales. Así, Connecticut modificó sus distritos legislativos en 1965, para que todas poseyeran aproximadamente el mismo número de electores entre sí. Esta medida favoreció a los demócratas, que eran más fuertes en las grandes ciudades.
Su fuerte economía permitió que pasara a gastar más en educación, salud pública y en transportes. Sin embargo, el rápido crecimiento de la población, principalmente de afroamericanos venidos del Sur estadounidense y de inmigrantes hispanos, generó problemas de tipo social en las principales ciudades del estado, y un drástico aumento de los gastos públicos. En 1971, Connecticut instituyó un impuesto sobre la renta, aunque grandes protestas públicas forzaron al estado a anular esta ley (y en su lugar, a aumentar los impuestos en productos de consumo) En 1979, se instituyó un programa de ayuda financiera para distritos escolares que pasaban por serios problemas financieros. En 1991 se instituyó nuevamente un impuesto sobre la renta, y legalizó la construcción de casinos. Mientras tanto, el fin de la Guerra Fría, hizo que Connecticut recibiera menos pedidos de navíos militares, por entonces una de las principales fuentes de renta del estado. Esto, sin embargo, tuvo pocos efectos negativos, gracias a su fuerte economía diversificada.

## Geografía física

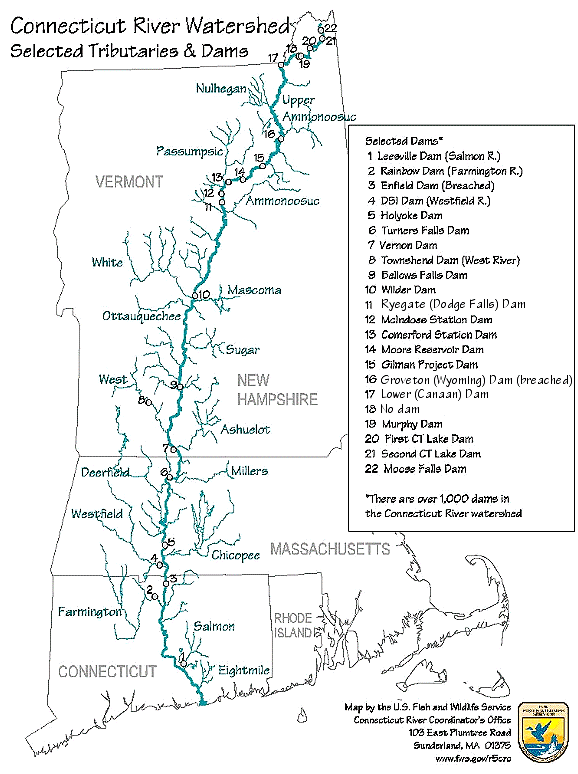
El río Connecticut, después de formar la frontera entre Vermont y Nuevo Hampshire y cruzar Massachusetts atraviesa Connecticut hasta desaguar en el océano Atlántico

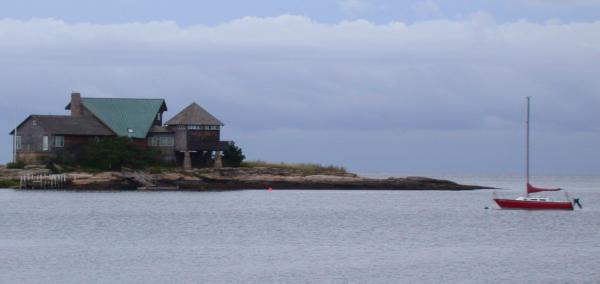
Long Island Sound cerca de Guilford

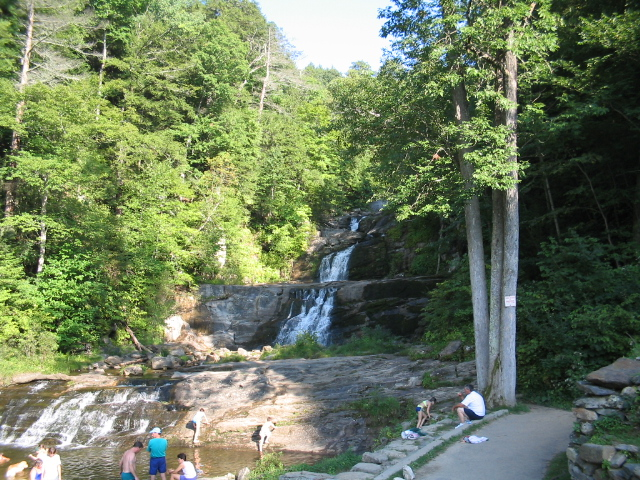
Kent Falls (en Kent Falls State Park, Kent).

Connecticut limita al norte con Massachusetts, al este con Rhode Island, al sur con Long Island Sound y al oeste con Nueva York. La mayor parte de su litoral no posee contacto directo con las aguas del océano Atlántico, pero sí con las aguas de Long Island Sound, estuario de numerosos ríos.
El principal río que atraviesa el estado es el río Connecticut, y posee cerca de mil lagos, aunque todos sean de pequeño porte; la gran mayoría de estos lagos se formaron a través de antiguos glaciares derretidos hace miles de años. Los bosques cubren más del 60% del estado.
Connecticut puede ser dividido en cinco regiones geográficas distintas:
- Las Llanuras Costeras forman una estrecha franja de tierra, que posee entre 6 y 16 kilómetros de espesura, que se extiende a lo largo del litoral con Long Island Sound. Poseen las más pequeñas altitudes del estado, además de tener un terreno más llano y menos accidentado que las otras cuatro regiones.
- La Meseta Occidental de Nueva Inglaterra ocupa la mayor parte de la región oeste. Tiene entre 300 a 427 metros de altitud, y las regiones de mayor altitud están localizadas al noroeste, disminuyendo a medida en que se viaja en dirección al sur o al este.
- La Meseta Oriental de Nueva Inglaterra es la mayor de las cinco regiones geográficas de Connecticut, ocupando la región este del estado. La Meseta está atravesada por diversos ríos estrechos, y está en su mayor parte cubierta por bosques. Tiene altitudes más bajas que la Meseta Occidental, con pocos picos que superen los 370 metros de altitud.
- Los Valles Bajos de Connecticut son una franja de tierra que se extiende a lo largo del centro-norte, con aproximadamente 30 kilómetros de anchura. Estos valles forman la cuenca fluvial del río Connecticut. Esta región posee altitudes más pequeñas que las Mesetas que la rodean, con picos entre 90 y 180 metros de altitud siendo los puntos más altos de la región.
- La Sección Noroeste es un pequeño pedazo de tierra localizado en el extremo noroeste. Se caracteriza por su terreno rocoso y accidentado, y por su altitud. El punto más alto del estado, que posee 725 metros de altitud, se localiza en esta región.

### Clima

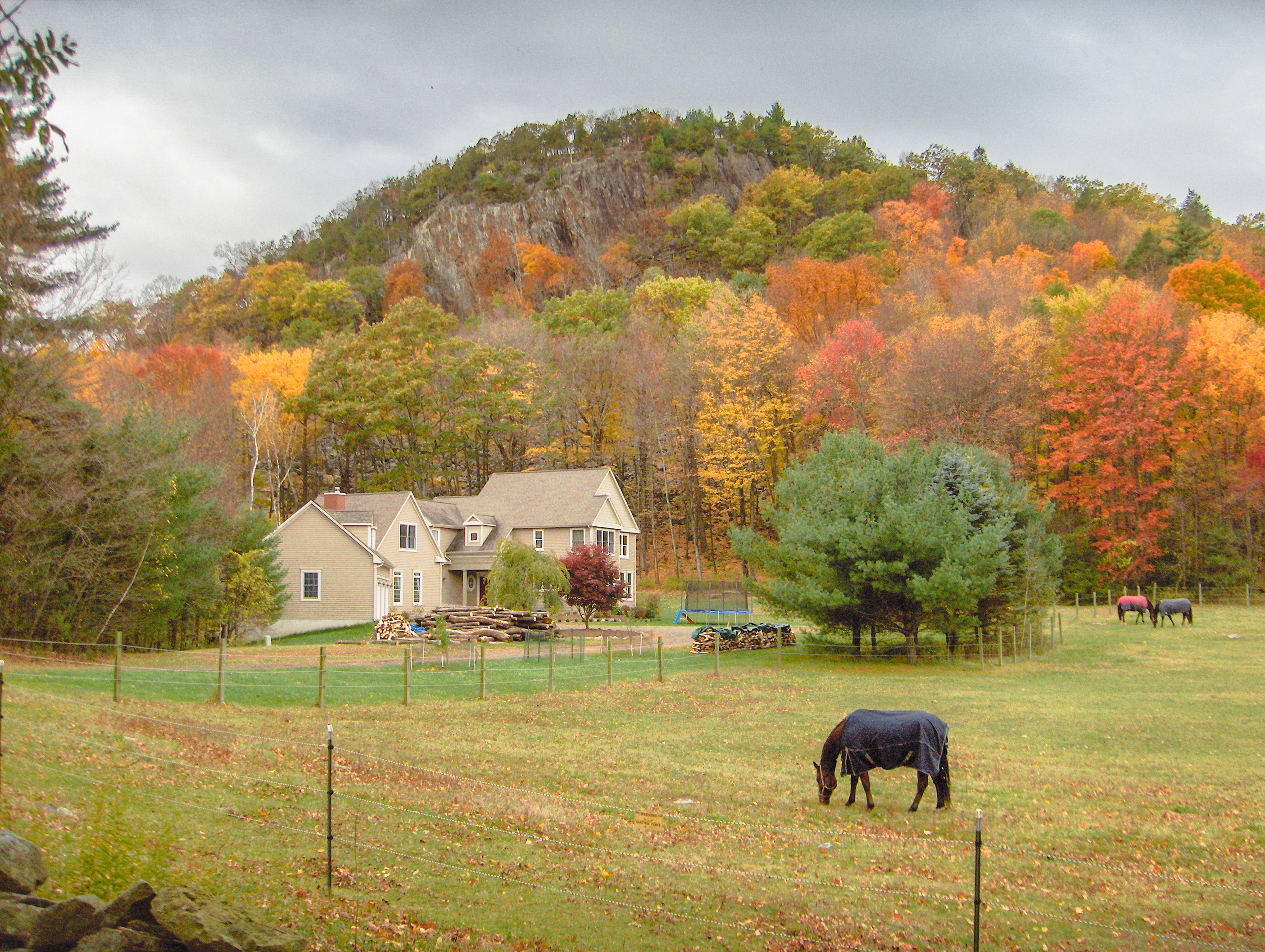
Barndoor Hills en otoño.

Posee un clima templado, y relativamente homogéneo en todo el estado, debido a su pequeña extensión territorial. En general, las regiones montañosas en el noroeste y nordeste registran las temperaturas medias más bajas mientras que, en el litoral, las temperaturas medias son más altas. El clima de Connectitut es suavizado por la presencia de grandes masas de agua al sur del estado.
En el invierno, Connectitut tiene una temperatura media de -3 °C. La media de las mínimas es de -7 °C, y la media de las máximas, de 3 °C. La temperatura más baja registrada en Connecticut fue de -36 °C, en Falls Village, el 16 de febrero de 1943.
En el verano, tiene una temperatura media de 22 °C. La media de las mínimas es de 15 °C, y la media de las máximas, de 28 °C. La temperatura más alta registrada fue de 41 °C, en Danbury, el 15 de julio de 1995.
La tasa de precipitación media anual de lluvia es de 119 centímetros. La tasa de precipitación media anual de nieve varía entre 90 centímetros en el noroeste a 64 centímetros a lo largo del litoral suroeste del estado.

## Administración y política

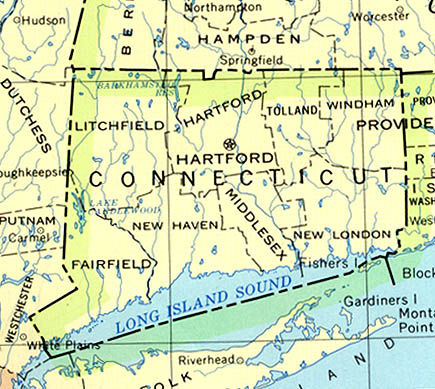
Mapa de Connecticut y de sus ocho condados.

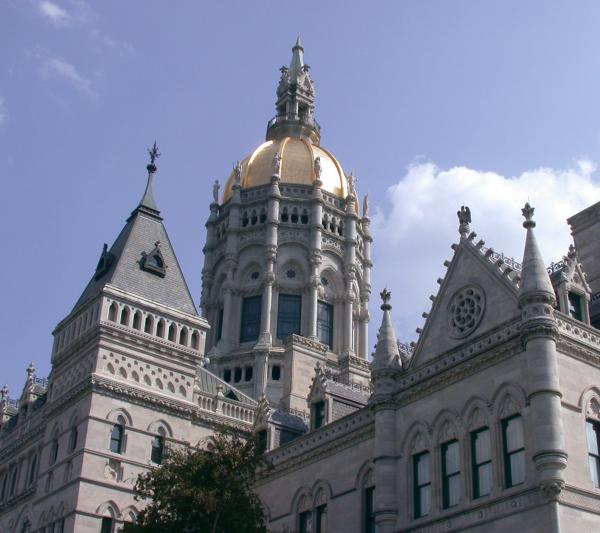
Vista del Capitolio Estatal de Connecticut, en Hartford.

La actual Constitución de Connecticut fue adoptada en 1965. Otras constituciones anteriores fueron aprobadas en 1639 y en 1818. La Constitución de 1639 —llamada oficialmente "Mandatos Fundamentales"—, fue la primera Constitución adoptada en lo que constituye actualmente Estados Unidos. Las Enmiendas a la Constitución son propuestas por el Poder Legislativo de Connecticut, y para ser aprobadas, necesitan recibir al menos un 51% de votos favorables del Senado y de la Cámara de los Representantes del estado, y dos tercios de los votos de la población electoral de Connecticut, en un referéndum. La población del estado también puede proponer enmiendas a la Constitución a través de la recolecta de un determinado número de firmas. Cuando estas firmas son aceptadas por el gobierno, para ser aprobada, necesita recibir la aprobación de al menos un cuarto de los miembros de ambas cámaras del Poder Legislativo de Connecticut, y al menos el 51% de los votos de la población electoral. Las Enmiendas también pueden ser propuestas e introducidas por convenciones constitucionales, que necesitan recibir al menos un 51% de los votos de ambas cámaras del Poder Legislativo y dos tercios de los votos de la población electoral, en un referéndum.
El principal oficial del poder ejecutivo es el gobernador. Es elegido por los electores del estado para mandatos de hasta cuatro años de duración, pudiendo ser reelegido cuántas veces pueda. Los electores también eligen al Teniente Gobernador, el Secretario de Estado y otros tres oficiales del Ejecutivo del estado.
La Asamblea General, el órgano del poder legislativo del estado, está constituido por el Senado y por la Cámara de los Representantes. El Senado posee un total de 36 miembros, mientras que la Cámara de los Representantes posee un total de 151 miembros. Connecticut está dividido en 36 distritos senatoriales y 151 distritos representativos. Los electores de cada distrito eligen un senador/representante, que representará cada distrito en el Senado/Cámara de los Representantes. El término del mandato de los senadores y de los representantes son de cuatro años.
La corte más alta del poder judicial del estado es la Corte Suprema de Connecticut, compuesta por siete jueces. Otras cortes del Poder Judicial del estado son la Corte de Apelaciones, la Corte Superior y las Probate Courts, cada una con 11, 150 y 132 jueces, respectivamente. Los jueces de todas las cortes del estado con excepción de las Probate Courts son escogidos por el Poder Legislativo de Connecticut para mandatos de hasta ocho años de duración. Los jueces de las Probate Courts son elegidos por la población del estado para mandatos de hasta cuatro años de duración.
Está dividido en ocho condados. Al contrario que otros estados estadounidenses, los condados de Connecticut no poseen una sede. La principal entidad administrativa, aparte del gobierno estatal, son los gobiernos de las 169 municipalidades (towns) del estado. Ciertas regiones más densamente habitadas de estas municipalidades forman boroughs (distritos). Connecticut posee 19 ciudades (cities).
Más de la mitad del presupuesto del gobierno es generado por impuestos estatales. El restante viene de presupuestos recibidos del gobierno nacional y de préstamos. En 2002, el gobierno del estado gastó 20.117 millones de dólares, habiendo generado 16.993 millones de dólares. La deuda gubernamental es de 20.784 millones de dólares. La deuda per cápita es de 6.009 dólares, el valor de los impuestos estatales per cápita es de 2.611 dólares, y el valor de los gastos gubernamentales per cápita es de 5.816 dólares.
Connecticut tiene dado principalmente apoyo al Partido Republicano, desde que este fue creado, en 1854, y políticamente el estado fue dominado por los republicanos hasta la década de 1960. De 20 gobernadores electos entre 1856 y 1932, quince fueron republicanos y cinco fueron demócratas. Desde la década de 1930, sin embargo, el Partido Demócrata se ha fortalecido en el estado. Así, desde la década de 1960, los demócratas, en las 12 elecciones celebradas hasta 2004 en las elecciones presidenciales del país, siete han sido en su mayoría dominadas por los demócratas.

## Demografía
De acuerdo con el censo nacional de 2000 de la Oficina del Censo de los Estados Unidos la población de Connecticut era de 3.405.565 habitantes, un crecimiento del 3,6% en relación con la población del estado en 1990, de 3.287.116 habitantes. Una previsión realizada en 2005 estima la población del estado en 3.510.297 habitantes, un crecimiento del 6,7% en relación con la población del estado en 1990, del 3,1%, en relación con la población del estado en 2000, y del 0,3% en relación con la población estimada en 2004.
El crecimiento poblacional natural entre 2000 y 2005 fue de 67 427 habitantes (222 222 nacimientos menos 154 795 fallecimientos) el crecimiento poblacional causado por la inmigración fue de 75.991 habitantes, mientras que la migración interestatal se incrementó en 41.718 habitantes. Entre 2000 y 2005, la población creció en 223.181 habitantes, y entre 2004 y 2005, en 11.331 habitantes.
En 2004, el 11,4% de la población del estado (aproximadamente 400 mil habitantes) había nacido fuera del país, con estimaciones indicando que el 10% de estos son inmigrantes ilegales (1,1% de la población del estado).

### Razas y etnias
| Race and ethnicity                        | Alone | Alone | Total | Total |
| ----------------------------------------- | ----- | ----- | ----- | ----- |
| Blanco (no hispano)                       | 63.2% | 63.2  | 66.6% | 66.6  |
| Latinos                                   | —     |       | 17.3% | 17.3  |
| Afroamericanos                            | 10.0% | 10    | 11.4% | 11.4  |
| Asiáticos                                 | 4.7%  | 4.7   | 5.5%  | 5.5   |
| Nativos                                   | 0.2%  | 0.2   | 1.1%  | 1.1   |
| Estadounidenses de las islas del Pacífico | 0.03% | 0.03  | 0.1%  | 0.1   |
| Otro                                      | 0.8%  | 0.8   | 2.1%  | 2.1   |

| Racial composition                           | 1990  | 2000  | 2010  |
| -------------------------------------------- | ----- | ----- | ----- |
| Blancos                                      | 87.0% | 81.6% | 77.6% |
| Afroamericanos                               | 8.3%  | 9.1%  | 10.1% |
| Asiáticos                                    | 1.5%  | 2.4%  | 3.8%  |
| Nativos                                      | 0.2%  | 0.3%  | 0.3%  |
| Nativos de Hawaii y Otro isleño del Pacífico | –     | –     | –     |
| Otro                                         | 2.9%  | 4.3%  | 5.6%  |
| Multiracial                                  | –     | 2.2%  | 2.6%  |

Los cinco mayores grupos por su ascendencia son: italianos (que suponen el 18,6% de la población del estado), irlandeses (16,6%) ingleses (10,3%), alemanes (9,9%) y afroestadounidenses (9,1%).

### Religión
Porcentaje de la población de Connecticut por religión:
- Cristianismo – 83%
  - Iglesia católica – 34%
  - Protestantes – 48%
    - Iglesia Bautista – 10%
    - Iglesia Metodista – 4%
    - Iglesia Luterana – 4%
    - Otras afiliaciones protestantes – 28%

  - Otras afiliaciones cristianas – 1%
- Judíos – 3%
- Otras religiones – 1%
- Sin religión – 13%

### Principales ciudades

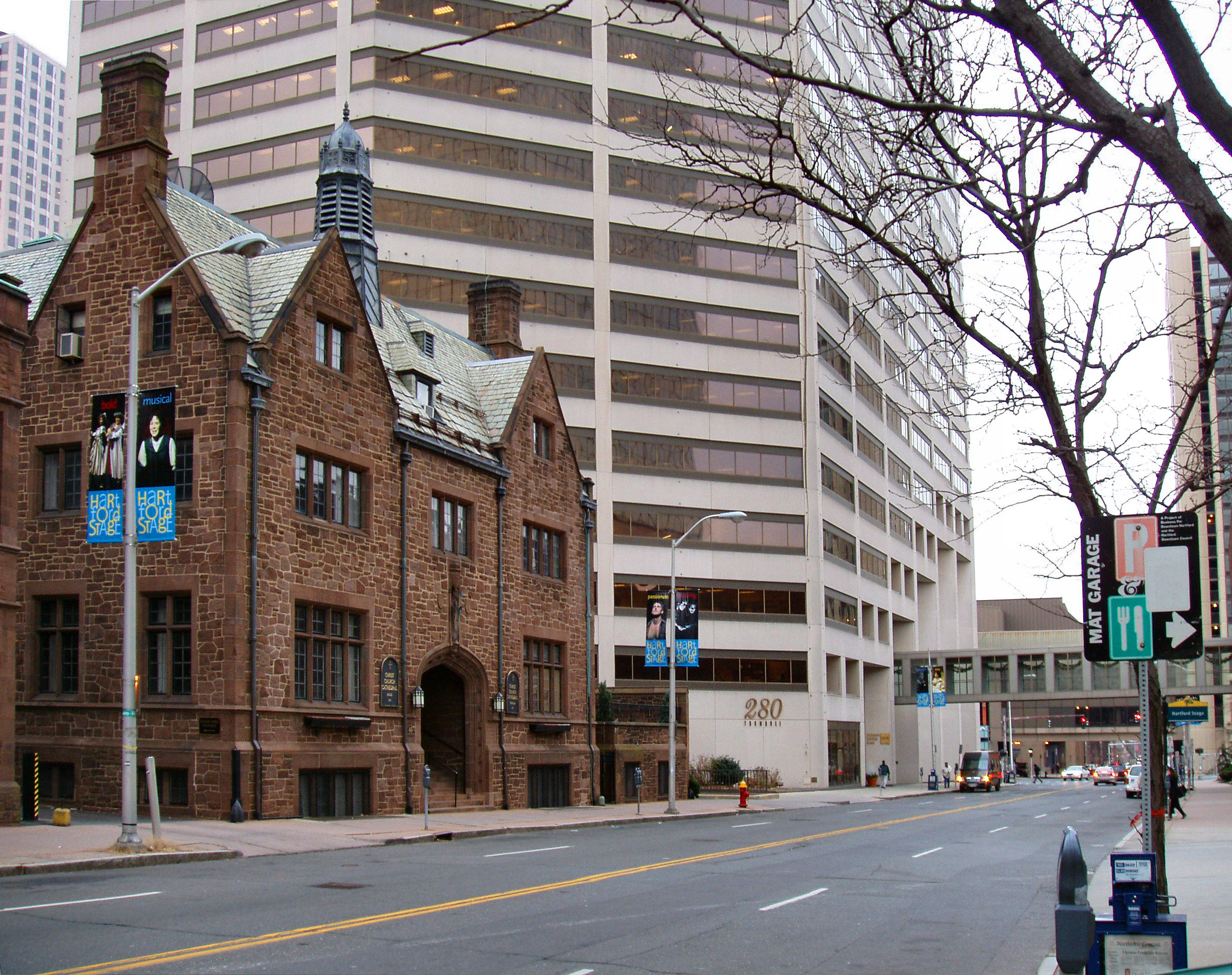
Hartford.

| Población > 100 mil (área urbanizada) - Danbury - Bridgeport - Hartford - New Haven - New London - Norwich - Stamford - Waterbury | Población > 10 mil (área urbanizada) - Meriden - Middletown - Storrs - Torrington - Willimantic | Suburbios importantes - Bristol - Greenwich - Manchester - New Britain - Norwalk - West Hartford - Westport |

## Economía

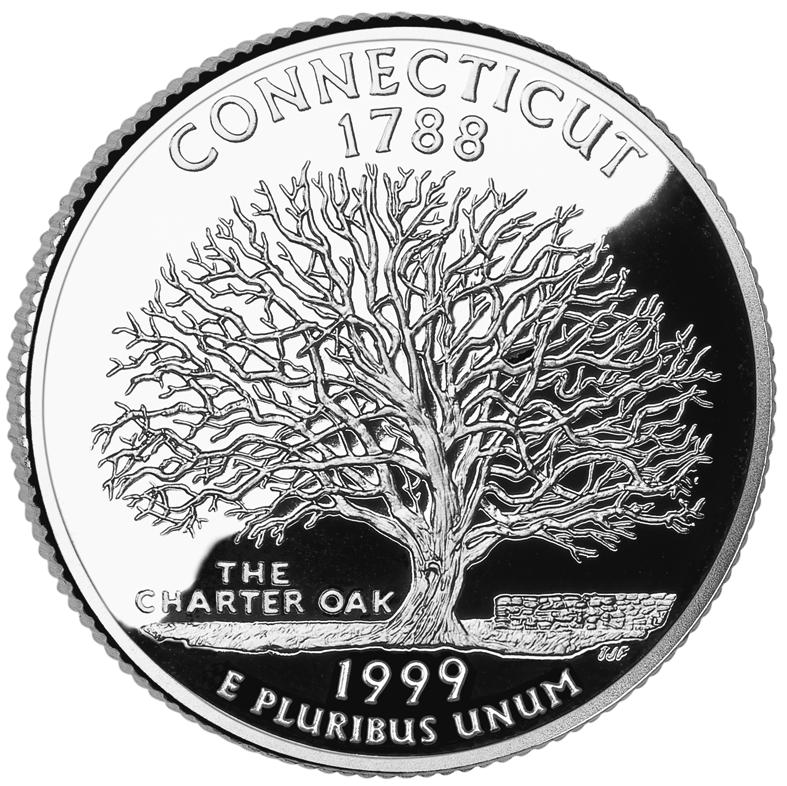
Moneda de 25 centavos de dólar estadounidense de Connecticut.

El producto interior bruto fue de 187.000 millones de dólares. La renta per cápita del estado, por su parte, fue de 75.398 dólares, la mayor entre los 50 estados estadounidenses. La tasa de desempleo es del 2,9%.
El sector primario supone el 1% del PIB de Connecticut. El estado posee 3.800 granjas, que ocupan cerca del 10% del estado. La agricultura y la ganadería suponen juntas el 1% del PIB del estado, y emplean aproximadamente 37 mil personas. Leche y cerezas son los principales productos producidos por la industria agropecuaria, que produce más del 25% de todas las cerezas consumidas en el país. Los efectos de la pesca y de la silvicultura son poco representativas en la economía del estado, empleando juntas cerca de dos mil personas. El valor anual de la pesca en el estado es de 28 millones de dólares.
El sector secundario supone el 20% del PIB. El valor total de los productos fabricados en el estado es de 28 mil millones de dólares. Los principales productos industrializados fabricados en el estado son equipamientos de transportes, productos químicos, maquinaria, componentes electrónicos y ordenadores, alimentos industrializados y material impreso. La industria de manufactura responde por el 17% del PIB del estado, empleando aproximadamente 285 mil personas. La industria de construcción es el 3% del PIB del estado y emplea aproximadamente 99 mil personas. Los efectos de la minería son poco importantes; Este sector emplea cerca de 1,9 mil personas.
El sector terciario aporta el 79% del PIB del estado. Connecticut es un gran polo de la industria aseguradora. La prestación de servicios financieros e imobiliarios suponen más del 28% del PIB del estado, empleando aproximadamente 231 mil personas. Hartford es el centro financiero del estado, siendo el mayor centro del sector de seguros de Estados Unidos, y el segundo mayor del mundo (detrás sólo de Londres). Cerca del 22% del PIB del estado es generado a través de la prestación de servicios comunitarios y personales. Este sector emplea cerca de 682 mil personas. El comercio al por mayor y al por menor supone un 14% del PIB del estado, y emplea aproximadamente 410 mil personas. Los Servicios gubernamentales son el 9% del PIB, empleando aproximadamente 225 mil personas. Transportes, telecomunicaciones y utilidades públicas emplean a 84 mil personas, y responden por el 6% del PIB. El 46% de toda la electricidad consumida anualmente en el estado es generada en centrales térmicas a petróleo, y el 1% en centrales hidroeléctricas. El 52% es importado de estados vecinos y de la provincia canadiense de Quebec.

## Educación

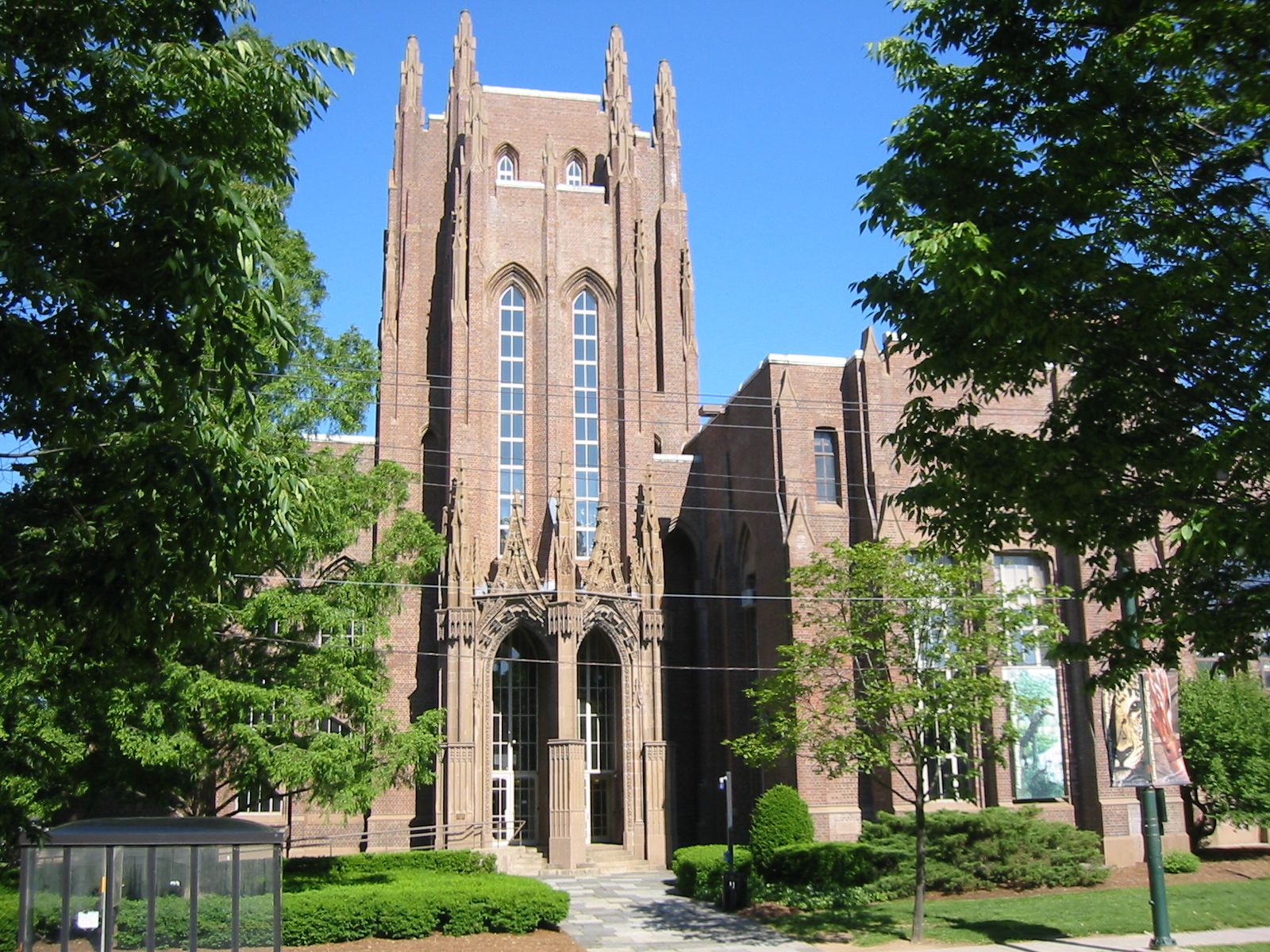
El Museo Peabody de Historia Natural de la Universidad Yale.

Las primeras escuelas públicas de Connecticut fueron fundadas durante la década de 1650, cuando la entonces colonia inglesa ordenó que todo asentamiento con más de 50 familias ofreciera servicios educacionales —contratando una persona de la comunidad para enseñar a los niños a leer y escribir— sin que las familias necesitaran pagar directamente por tales servicios. Además de eso, la construcción de una escuela de enseñanza secundaria (high school) fue declarada obligatoria en toda ciudad con más de cien familias.
Todas las instituciones educacionales necesitan seguir reglas y normas dictadas por el Departamento de Educación de Connecticut, compuesto por nueve miembros nombrados por el gobernador para mandatos de hasta cuatro años de duración. Estos nueve miembros nombran, por su parte, un décimo miembro para actuar como el comisionado de educación - Presidente del departamento - para mandatos de hasta cuatro años de duración. Este departamento controla directamente el sistema de escuelas públicas del estado, que está dividido en diferentes distritos escolares. Cada ciudad principal (city), diversas ciudades secundarias (towns) y cada condado, es atendida por un distrito escolar. En las ciudades, la responsabilidad de administrar las escuelas es del distrito escolar municipal, mientras que en regiones menos densamente habitadas, esta responsabilidad es de los distritos escolares operando en todo el condado en general. Connecticut permite la operación de escuelas chárter —escuelas públicas independientes, que no son administradas por distritos escolares, pero que dependen de presupuestos públicos para operar—. La atención escolar es obligatoria para todos los niños y adolescentes con más de seis años de edad, hasta la conclusión de la enseñanza secundaria o hasta los quince años de edad.
En 1999, las escuelas públicas del estado atendieron cerca de 554 mil estudiantes, empleando aproximadamente 39 mil profesores. Escuelas privadas atendieron cerca de 70,1 mil estudiantes, empleando aproximadamente 6,9 mil profesores. El sistema de escuelas públicas del estado consumió cerca de 5,08 millones de dólares, y el gasto de las escuelas públicas fue de aproximadamente de 9,6 mil dólares por estudiante. Cerca del 87,5% de los habitantes del estado con más de 25 años de edad poseen un diploma de enseñanza secundaria.
La primera biblioteca del estado fue fundada en 1701. Era parte de la entonces Collegiate Institute, actual Universidad Yale. La primera biblioteca pública municipal del estado fue fundada en 1733, en Durham. Actualmente posee 194 sistemas de bibliotecas públicas, que mueven anualmente una media de 8,4 libros por habitante.
La primera institución de educación superior de Connecticut fue el Collegiate Institute —actual Universidad Yale— fundada en 1701. La Universidad Yale es la tercera institución de educación superior más antigua del país, detrás sólo de la Universidad Harvard y de la Facultad William y Maria.

## Infraestructura

### Transportes

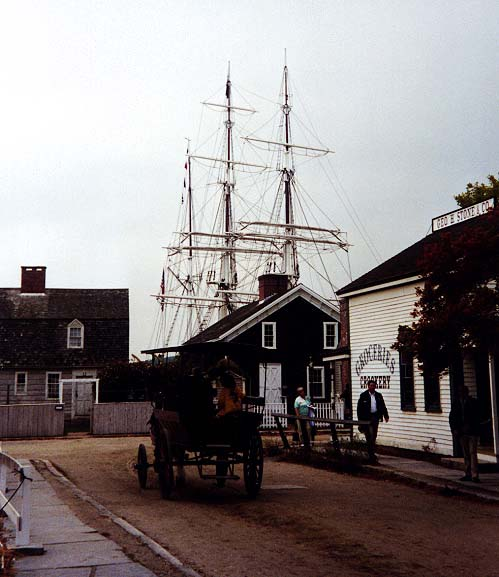
Vista de un puerto histórico de Connecticut.

En 2002 poseía 893 kilómetros de vías ferroviarias. La compañía Amtrak suministra servicio de transporte ferroviario de pasajeros en Hartford y diversas pequeñas ciudades localizadas a lo largo del litoral del estado con el océano Atlántico. En 2003 contaba con 33.939 kilómetros de vías públicas, de los cuales 557 kilómetros eran carreteras interestatales, parte del sistema viario federal de Estados Unidos.

### Medios de comunicación
El primer periódico de Connecticut, y el más antiguo del país aún publicado, fue el Connecticut Courant (actual Hartford Courant), que fue publicado por primera vez en 1764, en Hartford. Actualmente, cerca de 110 periódicos son publicados en el estado, de ellos, 19 son diarios.
La primera estación de radio del estado fue fundada en 1922, en Hartford. La primera estación de televisión fue fundada en 1948, en New Haven. Actualmente, Connecticut posee 77 estaciones de radio —de las cuales 29 son AM y 48 son FM— y 13 estaciones de televisión.
La cadena deportiva mundial ESPN tiene su base en la ciudad de Bristol, ubicada en este estado.

## Cultura

### Deporte
Los Hartford Whalers disputaron la National Hockey League desde 1979 hasta 1997, tras lo cual se mudaron de estado. Los Hartford Dark Blues disputaron la Liga Nacional de Béisbol en 1876.
Los Hartford Blues jugaron la National Football League en 1926. En tanto, los New York Giants jugaron de local en el Yale Bowl de New Haven en las temporada 1973 y 1974, durante la construcción del Giants Stadium.
Los Boston Celtics de la National Basketball Association jugaron algunos partidos de local en el Hartford Civic Center entre 1975 y 1995. El Connecticut Sun disputa la WNBA desde 2003 en el poblado de Uncasville.
En cuanto a deporte universitario, los UConn Huskies juegan en la American Athletic Conference de la División I de la NCAA, logrando múltiples campeonatos nacionales de fútbol americano y baloncesto masculino y femenino. En tanto, los Harvard Crimson y Yale Bulldogs de la Ivy League mantienen una de las rivalidades de fútbol americano más antiguas, habiéndose enfrentado por primera vez en 1875.
Desde 1952, el PGA Tour realiza un torneo de golf anual en Hartford, actualmente llamado Travelers Championship. En tanto, el Torneo de New Haven forma parte del WTA Tour desde 1998 y el ATP Tour desde 2005. Por su parte, el autódromo de Lime Rock Park ha albergado carreras del Campeonato IMSA GT, American Le Mans Series y Rolex Sports Car Series.

### Símbolos del estado
- Árbol: Roble blanco (Quercus alba)
- Apodos:
  - Constitution State
  - Arsenal of the Nation (no oficial)
  - Nutmeg State (no oficial)
- Fósil: Eubrontes giganteus
- Flor: Kalmia latifolia
- Insecto: Mantis religiosa
- Lema: Qui transtulit sustinet
- Mamífero: Cachalote (Physeter macrocephalus)
- Mineral: Granate
- Música: Yankee Doodle
- Pájaro: Robín americano (Turdus migratorius)
- Pez: Sábalo americano (Alosa sapidissima)
- Eslogan: Full of Surprises (Lleno de sorpresas)